# Gare de Mérenvielle
Gare de Mérenvielle vasútállomás Franciaországban, Mérenvielle településen.

## Vasútvonalak
Az állomást az alábbi vasútvonalak érintik:
- Saint-Agne–Auch-vasútvonal

## Kapcsolódó állomások
A vasútállomáshoz az alábbi állomások vannak a legközelebb:
- Gare de L'Isle-Jourdain
- Gare de Brax - Léguevin